# فهرست بازیکنان لژیونر فوتبال ایران

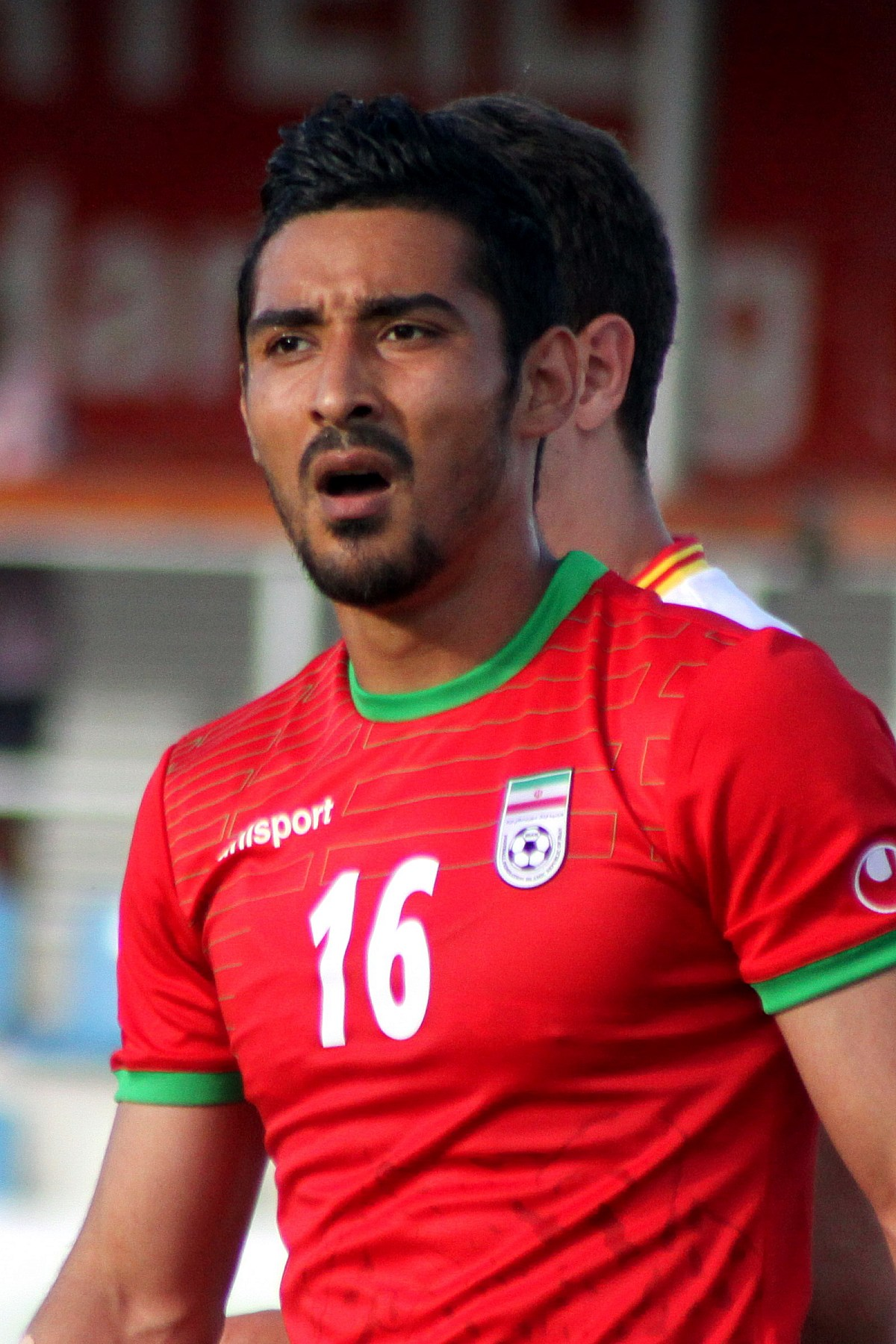
رضا قوچان نژاد از نخستین بازیکنان پرورش یافته در خارج از تیم ملی است که گلی برای صعود ایران به جام جهانی فوتبال ۲۰۱۴ که با نام گوچی نیز شناخته می‌شود همچنین تک گل ایران در همان تورنومنت را به ثمر رساند.

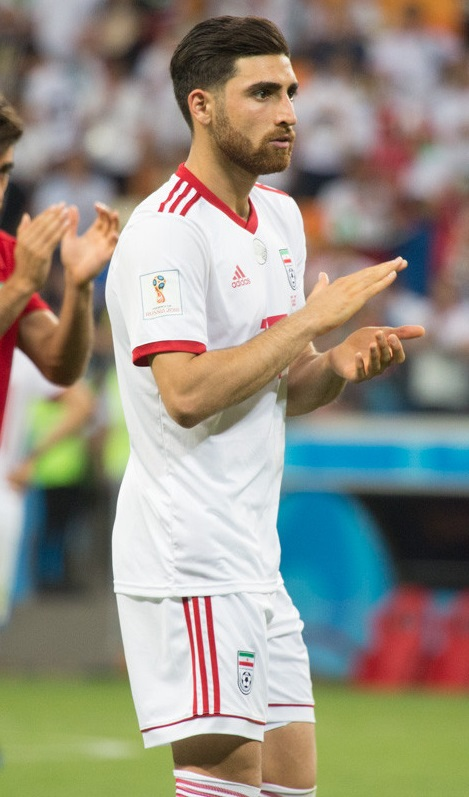
علیرضا جهانبخش بازیکن تیم فاینورد اولین بازیکن آسیایی است که توانسته آقای گل یک لیگ معتبر اروپایی را کسب کند. او با پیراهن الکمار در فصل ۲۰۱۸–۲۰۱۷ با ۲۱ گل آقای گل هلند شد و همچنین او اولین بازیکن اسیایی هست که موفق به قهرمانی هم در لیگ یرتر هلند و هم لیگ یک هلند شده است و همچنین اولین بازیکن اسیایی هست که در فینال لیگ کنفرانس اروپا ۲۲–۲۰۲۱ حضور داشته است.

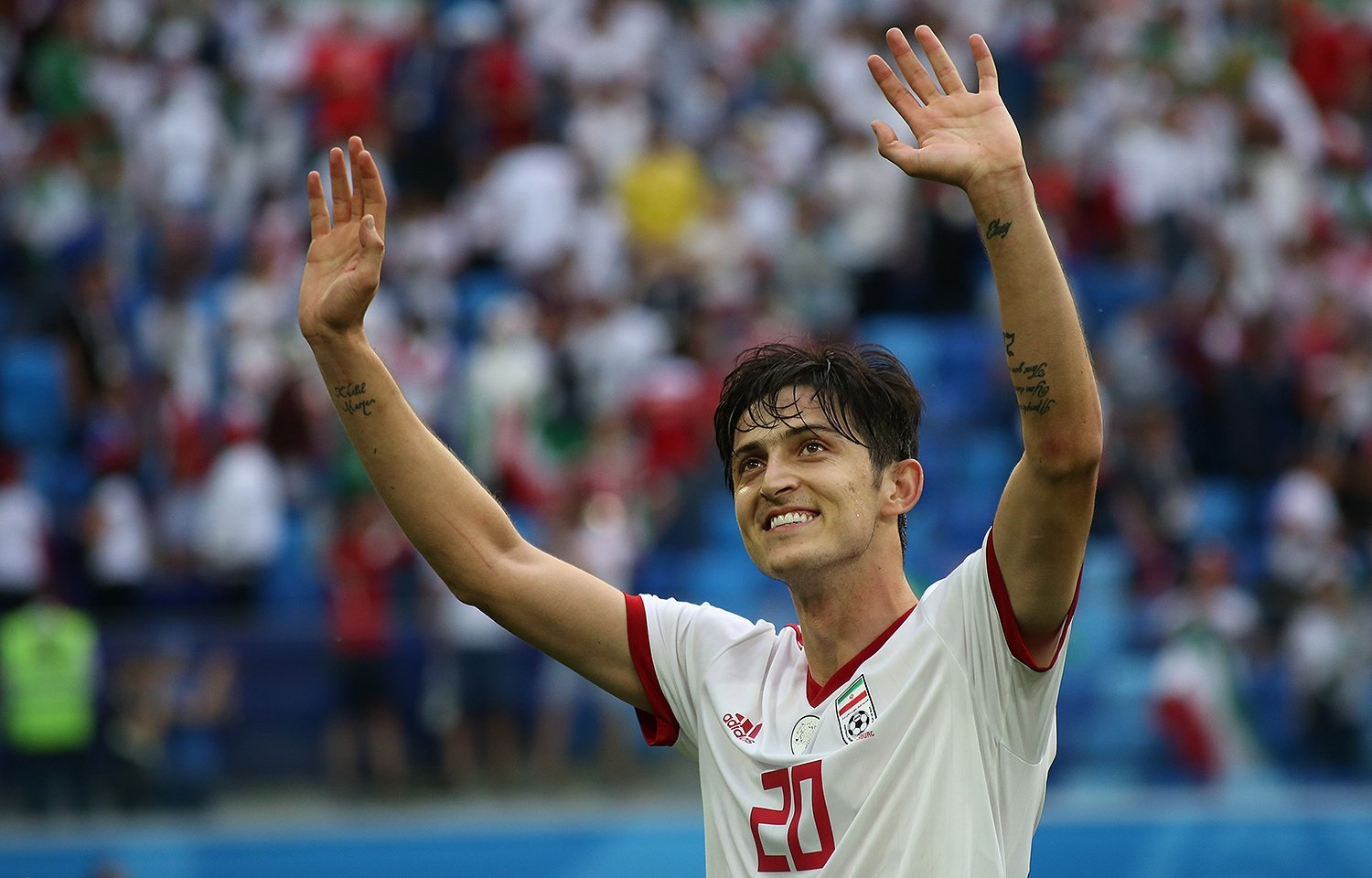
سردار آزمون در باشگاه رم و لیگ بوندسلیگا کشور آلمان بازی می کرد. او را میتوان از نمادهای تیم ملی ایران در جام جهانی فوتبال ۲۰۱۸ روسیه به‌شمار برد. همچنین وی سابقه گلزنی به تیم‌هایی نظیر چلسی، یوونتوس و بایرن مونیخ را دارد و در دو فصل ۲۰۱۹–۲۰۱۸ و ۲۰۱۹–۲۰۲۰ به همراه تیم زنیت سن پترزبورگ قهرمان لیگ روسیه شد. وی در سال ۲۰۱۹–۲۰۲۰ آقای گل لیگ برتر روسیه شد و همچنین در فصل ۲۰۲۰–۲۰۲۱ بهترین بازیکن این لیگ نیز نام گرفت.

این فهرست نام و اطلاعات بازیکنان فوتبال اهل ایران که در لیگ‌های خارجی مشغول فعالیت بوده‌اند/هستند را شامل می‌شود.

## آمار

### بازیکنان کنونی
| #  | لیگ      | بازیکن |
| -- | -------- | ------ |
| ۱  | قطر      | ۲      |
| ۲  | امارات   | ۱۱     |
| ۳  | انگلستان | ۱      |
| ۴  | بلژیک    | ۳      |
| ۵  | ترکیه    | ۲      |
| ۶  | ایتالیا  | ۱      |
| ۷  | لهستان   | ۱      |
| ۸  | روسیه    | ۳      |
| ۹  | آلمان    | ۱      |
| ۱۰ | مجارستان | ۱      |
| ۱۱ | ژاپن     | ۱      |
| ۱۲ | اسپانیا  | ۱      |

## فهرست

### بازیکنان کنونی
| #  | نام بازیکن        | نام باشگاه          | پست         | عضویت از |
| -- | ----------------- | ------------------- | ----------- | -------- |
| ۱  | امید ابراهیمی     | الشمال              | هافبک دفاعی | ۲۰۲۳     |
| ۲  | امیر روستایی      | الوعب               | مهاجم       | ۲۰۲۴     |
| ۳  | مهدی قایدی        | النصر               | وینگر چپ    | ۲۰۲۵     |
| ۴  | محمد قربانی       | الوحده              | هافبک دفاعی | ۲۰۲۵     |
| ۵  | مبین دهقان        | الوحده              | هافبک دفاعی | ۲۰۲۵     |
| ۶  | سعید عزت‌اللهی     | شباب الاهلی         | هافبک دفاعی | ۲۰۲۴     |
| ۷  | سردار آزمون       | شباب الاهلی         | مهاجم       | ۲۰۲۴     |
| ۸  | رضا غندی‌پور       | شباب الاهلی         | مهاجم       | ۲۰۲۵     |
| ۹  | شهریار مغانلو     | کلبا                | مهاجم       | ۲۰۲۴     |
| ۱۰ | سامان قدوس        | کلبا                | هافبک هجومی | ۲۰۲۴     |
| ۱۱ | احمد نوراللهی     | کلبا                | هافبک دفاعی | ۲۰۲۵     |
| ۱۲ | امیرحسین سام‌دلیری | کلبا                | مدافع میانی | ۲۰۲۵     |
| ۱۳ | محمدمهدی محبی     | کلبا                | وینگر راست  | ۲۰۲۵     |
| ۱۴ | رایان تفضلی       | وایکام واندررز      | مدافع میانی | ۲۰۲۰     |
| ۱۵ | دنیس اکرت         | استاندار لیژ (قرضی) | هافبک هجومی | ۲۰۲۴     |
| ۱۶ | اللهیار صیادمنش   | وسترلو              | وینگر راست  | ۲۰۲۴     |
| ۱۷ | کاوه ظهیرالاسلام  | سنت ترویدنس         | مهاجم       | ۲۰۲۳     |
| ۱۸ | علی کریمی         | قیصریه‌اسپور         | هافبک دفاعی | ۲۰۲۱     |
| ۱۹ | مجید حسینی        | قیصریه‌اسپور         | مدافع میانی | ۲۰۲۱     |
| ۲۰ | مهدی طارمی        | اینترمیلان          | مهاجم       | ۲۰۲۴     |
| ۲۱ | علی قلی‌زاده       | لخ پوزنان           | وینگر راست  | ۲۰۲۳     |
| ۲۲ | محمد محبی         | روستوف              | وینگر راست  | ۲۰۲۳     |
| ۲۳ | محمدجواد حسین‌نژاد | دینامو مخاچ‌قلعه     | هافبک هجومی | ۲۰۲۴     |
| ۲۴ | محمدمهدی زارع     | احمد گروزنی         | مدافع میانی | ۲۰۲۵     |
| ۲۵ | دانیال داوری      | اوبرهاوزن           | دروازه‌بان   | ۲۰۲۲     |
| ۲۶ | دنیل ارزانی       | فرنتس‌واروش          | هافبک هجومی | ۲۰۲۵     |
| ۲۷ | شهاب زاهدی        | آویسپا فوکوئوکا     | مهاجم       | ۲۰۲۴     |
| ۲۸ | امیر عابدزاده     | کاستیون             | دروازه‌بان   | ۲۰۲۴     |

## فهرست بازیکنان ایرانی در لیگ فوتبال اسپانیا
| ردیف | نام            | باشگاه(ها) | لیگ       | سال‌های حضور | سال‌های حضور | منبع  |
| ردیف | نام            | باشگاه(ها) | لیگ       | خورشیدی     | میلادی      | منبع  |
| ---- | -------------- | ---------- | --------- | ----------- | ----------- | ----- |
| ۱    | جواد نکونام    | اوساسونا   | لا لیگا   | ۱۳۹۱–۱۳۸۵   | ۲۰۱۲–۲۰۰۶   | [ ۱ ] |
| ۱    | جواد نکونام    | اوساسونا   | لا لیگا ۲ | ۱۳۹۴–۱۳۹۳   | ۲۰۱۵–۲۰۱۴   | [ ۲ ] |
| ۲    | مسعود شجاعی    | اوساسونا   | لا لیگا   | ۱۳۹۲–۱۳۸۷   | ۲۰۱۳–۲۰۰۸   | [ ۳ ] |
| ۲    | مسعود شجاعی    | لاس پالماس | لا لیگا ۲ | ۱۳۹۳–۱۳۹۲   | ۲۰۱۴–۲۰۱۳   | [ ۴ ] |
| ۳    | کریم انصاری‌فرد | اوساسونا   | لا لیگا ۲ | ۱۳۹۴–۱۳۹۳   | ۲۰۱۵–۲۰۱۴   | [ ۵ ] |
| ۴    | امیر عابدزاده  | پونفرادینا | لا لیگا ۲ | ۱۴۰۲–۱۴۰۰   | ۲۰۲۳–۲۰۲۱   | [ ۶ ] |
| ۴    | امیر عابدزاده  | کاستیون    | لا لیگا ۲ | تاکنون–۱۴۰۳ | تاکنون–۲۰۲۴ |       |

## فهرست بازیکنان ایرانی در لیگ فوتبال انگلیس
| ردیف | نام               | باشگاه(ها)      | لیگ       | سال‌های حضور | سال‌های حضور | منبع           |
| ردیف | نام               | باشگاه(ها)      | لیگ       | خورشیدی     | میلادی      | منبع           |
| ---- | ----------------- | --------------- | --------- | ----------- | ----------- | -------------- |
| ۱    | امید نمازی        | ردینگ           | چمپیونشیپ | ۱۳۷۲–۱۳۷۱   | ۱۹۹۲−۱۹۹۳   | [ ۷ ]          |
| ۲    | کریم باقری        | چارلتون اتلتیک  | لیگ برتر  | ۱۳۸۰–۱۳۷۹   | ۲۰۰۰−۲۰۰۱   | [ ۸ ]          |
| ۳    | آندرانیک تیموریان | بولتون واندررز  | لیگ برتر  | ۱۳۸۵−۱۳۸۷   | ۲۰۰۶−۲۰۰۸   | [ ۸ ]          |
| ۳    | آندرانیک تیموریان | فولام           | لیگ برتر  | ۱۳۸۷−۱۳۸۹   | ۲۰۰۸−۲۰۱۰   | [ ۹ ]          |
| ۳    | آندرانیک تیموریان | بارنزلی (قرضی)  | چمپیونشیپ | ۱۳۸۷−۱۳۸۸   | ۲۰۰۹        | [ ۹ ]          |
| ۴    | حسین کعبی         | لستر سیتی       | چمپیونشیپ | ۱۳۸۶−۱۳۸۷   | ۲۰۰۷−۲۰۰۸   | [ ۸ ]          |
| ۵    | اشکان دژآگه       | فولام           | لیگ برتر  | ۱۳۹۱−۱۳۹۳   | ۲۰۱۲−۲۰۱۴   | [ ۱۰ ] [ پ ۱ ] |
| ۵    | اشکان دژآگه       | ناتینگهام فارست | چمپیونشیپ | ۱۳۹۶−۱۳۹۷   | ۲۰۱۷−۲۰۱۸   | [ ۱۰ ] [ پ ۱ ] |
| ۶    | رضا قوچان‌نژاد     | چارلتون اتلتیک  | چمپیونشیپ | ۱۳۹۳−۱۳۹۵   | ۲۰۱۴−۲۰۱۶   | [ ۱۱ ] [ پ ۲ ] |
| ۷    | نوید ناصری        | مکلسفیلد تاون   | دسته دوم  | ۱۳۹۵−۱۳۹۶   | ۲۰۱۶−۲۰۱۷   | [ ۱۲ ] [ پ ۳ ] |
| ۷    | نوید ناصری        | گیلینگام        | دسته اول  | ۱۳۹۷−۱۳۹۸   | ۲۰۱۸−۲۰۱۹   | [ ۱۲ ] [ پ ۳ ] |
| ۸    | علیرضا جهانبخش    | برایتون         | لیگ برتر  | ۱۳۹۷−۱۴۰۰   | ۲۰۱۸−۲۰۲۱   | [ ۱۳ ]         |
| ۹    | سعید عزت‌اللهی     | ردینگ           | چمپیونشیپ | ۱۳۹۸–۱۳۹۷   | ۲۰۱۹–۲۰۱۸   | [ ۱۴ ]         |
| ۱۰   | کریم انصاری‌فرد    | ناتینگهام فارست | چمپیونشیپ | ۱۳۹۸–۱۳۹۷   | ۲۰۱۹–۲۰۱۸   | [ ۱۵ ] [ ۱۶ ]  |
| ۱۱   | سامان قدوس        | برنتفورد        | چمپیونشیپ | ۱۴۰۰–۱۳۹۹   | ۲۰۲۱–۲۰۲۰   | [ ۱۷ ]         |
| ۱۱   | سامان قدوس        | برنتفورد        | لیگ برتر  | ۱۴۰۳–۱۴۰۰   | ۲۰۲۴–۲۰۲۱   | [ ۱۷ ]         |
| ۱۲   | اللهیار صیادمنش   | هال سیتی        | چمپیونشیپ | ۱۴۰۲–۱۴۰۱   | ۲۰۲۲–۲۰۲۴   | [ ۱۸ ]         |
| ۱۳   | مهدی طارمی        | لیدز یونایتد    | لیگ برتر  | ۱۴۰۴–       | ۲۰۲۵–       |                |

## فهرست بازیکنان ایرانی در لیگ فوتبال آلمان
| ردیف | نام               | باشگاه(ها)         | سال‌های حضور         | سال‌های حضور         | منبع   |
| ردیف | نام               | باشگاه(ها)         | خورشیدی             | میلادی              | منبع   |
| ---- | ----------------- | ------------------ | ------------------- | ------------------- | ------ |
| ۱    | محمود ابراهیم‌زاده | وولفسبورگ          | ۱۳۵۹–۱۳۶۳ ۱۳۶۴–۱۳۶۵ | ۱۹۸۰–۱۹۸۴ ۱۹۸۵–۱۹۸۶ |        |
| ۲    | پرویز کوزه‌کنانی   | کلن                | ۱۳۵۶–۱۳۵۷           | ۱۹۷۷–۱۹۷۸           |        |
| ۲    | پرویز کوزه‌کنانی   | بایر لورکوزن       | ۱۳۵۷–۱۳۵۸           | ۱۹۷۸–۱۹۷۹           |        |
| ۳    | محمدرضا عادلخانی  | بایرن مونیخ        |                     | ۱۹۶۲–۱۹۶۴           | [ ۱۹ ] |
| ۴    | رضا احدی          | روت‌وایس اسن        |                     | ۱۹۸۶_۱۹۸۷           | [ ۱۹ ] |
| ۵    | بیوک جدیکار       | ویکتوریا ۱۸۸۹      |                     | ۱۹۵۷_۱۹۵۸           | [ ۱۹ ] |
| ۶    | حمید علی‌دوستی     | زالمور             |                     | ۱۹۸۶_۱۹۸۷           | [ ۱۹ ] |
| ۷    | علی دایی          | آرمینیا بیله‌فلد    | ۱۳۷۶–۱۳۷۷           | ۱۹۹۷–۱۹۹۸           | [ ۱۹ ] |
| ۷    | علی دایی          | بایرن مونیخ        | ۱۳۷۷–۱۳۷۸           | ۱۹۹۸–۱۹۹۹           | [ ۱۹ ] |
| ۷    | علی دایی          | هرتابرلین          | ۱۳۷۸–۱۳۸۱           | ۱۹۹۹–۲۰۰۲           | [ ۱۹ ] |
| ۸    | کریم باقری        | آرمینیا بیله‌فلد    |                     | ۲۰۰۰–۱۹۹۷           | [ ۱۹ ] |
| ۹    | خداداد عزیزی      | کلن                |                     | ۲۰۰۰–۱۹۹۷           | [ ۱۹ ] |
| ۱۰   | علی‌رضا منصوریان   | سن پائولی          |                     | ۲۰۰۰_۲۰۰۲           | [ ۱۹ ] |
| ۱۱   | مهدی مهدوی‌کیا     | بوخوم              |                     | ۱۹۹۸–۱۹۹۹           | [ ۱۹ ] |
| ۱۱   | مهدی مهدوی‌کیا     | هامبورگ            |                     | ۱۹۹۹–۲۰۰۷           | [ ۱۹ ] |
| ۱۱   | مهدی مهدوی‌کیا     | آینتراخت فرانکفورت |                     | ۲۰۰۷–۲۰۱۰           |        |
| ۱۲   | وحید هاشمیان      | هامبورگ            |                     | ۱۹۹۹–۲۰۰۰           | [ ۱۹ ] |
| ۱۲   | وحید هاشمیان      | بوخوم              |                     |                     | [ ۱۹ ] |
| ۱۲   | وحید هاشمیان      | بایرن مونیخ        |                     |                     | [ ۱۹ ] |
| ۱۲   | وحید هاشمیان      | هانوفر ۹۶          |                     |                     |        |
| ۱۳   | داریوش یزدانی     | بایر لورکوزن       |                     |                     | [ ۱۹ ] |
| ۱۴   | مهدی پاشازاده     | بایر لورکوزن       |                     |                     | [ ۱۹ ] |
| ۱۵   | علی موسوی         | بایر لورکوزن       |                     |                     | [ ۱۹ ] |
| ۱۶   | سرژیک تیموریان    | ماینتس ۰۵          |                     |                     | [ ۱۹ ] |
| ۱۷   | سیروس دین‌محمدی    | ماینتس ۰۵          |                     |                     | [ ۱۹ ] |
| ۱۸   | محرم نویدکیا      | بوخوم              |                     |                     | [ ۱۹ ] |
| ۱۹   | رسول خطیبی        | هامبورگ            |                     |                     | [ ۱۹ ] |
| ۲۰   | علی کریمی         | بایرن مونیخ        |                     |                     |        |
| ۲۰   | علی کریمی         | شالکه ۰۴           |                     |                     |        |
| ۲۱   | احسان حاج‌صفی      | اف‌اس‌وی فرانکفورت   |                     |                     |        |
| ۲۲   | اشکان دژاگه       | هرتابرلین          |                     |                     |        |
| ۲۲   | اشکان دژاگه       | وولفسبورگ          |                     |                     |        |
| ۲۳   | سردار آزمون       | بایر لورکوزن       | ۱۴۰۱–۱۴۰۲           | ۲۰۲۲–۲۰۲۳           | [ ۲۰ ] |

### بازیکنان ایرانی–آلمانی
بازیکنان زیر دارای تابعیت مضاعف ایرانی–آلمانی هستند و فوتبال خود را در باشگاه‌های آلمانی آغاز کرده‌اند. 
| ردیف | نام                 | باشگاه(ها)        | سال‌های حضور | سال‌های حضور | منبع |
| ردیف | نام                 | باشگاه(ها)        | خورشیدی     | میلادی      | منبع |
| ---- | ------------------- | ----------------- | ----------- | ----------- | ---- |
| ۱    | الکساندر نوری       |                   |             |             |      |
| ۲    | فریدون زندی         | فرایبورگ          |             |             |      |
| ۲    | فریدون زندی         | کایزرسلاترن       |             |             |      |
| ۳    | امیر شاپورزاده      | هانزا روستوک      |             |             |      |
| ۴    | اشکان دژآگه         | هرتا برلین        |             |             |      |
| ۵    | ساسان گوهری         | هامبورگ           |             |             |      |
| ۶    | دانیال داوری        | آینتراخت برانشویگ |             |             |      |
| ۷    | سباستین قاسمی-نوبخت |                   |             |             |      |
| ۸    | روبیک قاسمی-نوبخت   |                   |             |             |      |
| ۹    | شروین رجب‌علی‌فردی    | هانزا روستوک      |             |             |      |
| ۱۰   | دنیس اکرت           | اینگولشتات        |             |             |      |

## فهرست بازیکنان ایرانی در لیگ فوتبال بلژیک
| ردیف | نام               | باشگاه(ها)     | لیگ       | سال‌های حضور | سال‌های حضور | منبع   |
| ردیف | نام               | باشگاه(ها)     | لیگ       | خورشیدی     | میلادی      | منبع   |
| ---- | ----------------- | -------------- | --------- | ----------- | ----------- | ------ |
| ۱    | حسین صدقیانی      | شارلوا         | ژوپیلرلیگ | ۱۳۰۴–۱۳۰۶   | ۱۹۳۰–۱۹۳۲   | [ ۲۱ ] |
| ۱    | حسین صدقیانی      | شارلوا         | ژوپیلرلیگ | ۱۳۰۷–۱۳۰۸   | ۱۹۳۳–۱۹۳۴   | [ ۲۱ ] |
| ۲    | رضا ترابیان       | استاندار لیژ   | ژوپیلرلیگ | ۱۳۷۷–۱۳۷۸   | ۱۹۹۸–۱۹۹۹   | [ ۲۱ ] |
| ۳    | داریوش یزدانی     | شارلوا         | ژوپیلرلیگ | ۱۳۷۹–۱۳۸۲   | ۲۰۰۰–۲۰۰۳   | [ ۲۱ ] |
| ۴    | محمدرضا مهدوی     | شارلوا         | ژوپیلرلیگ | ۱۳۷۹–۱۳۸۱   | ۲۰۰۰–۲۰۰۲   | [ ۲۱ ] |
| ۵    | علیرضا امامی‌فر    | شارلوا         | ژوپیلرلیگ | ۱۳۸۰–۱۳۸۲   | ۲۰۰۱–۲۰۰۳   | [ ۲۱ ] |
| ۶    | مهرداد میناوند    | شارلوا         | ژوپیلرلیگ | ۱۳۸۰–۱۳۸۱   | ۲۰۰۱–۲۰۰۲   | [ ۲۱ ] |
| ۷    | رضا قوچان‌نژاد     | سنت ترویدنس    | ژوپیلرلیگ | ۱۳۹۰–۱۳۹۲   | ۲۰۱۱–۲۰۱۳   | [ ۲۱ ] |
| ۷    | رضا قوچان‌نژاد     | استاندار لیژ   | ژوپیلرلیگ | ۱۳۹۲–۱۳۹۳   | ۲۰۱۳–۲۰۱۴   | [ ۲۲ ] |
| ۸    | کاوه رضایی        | شارلوا         | ژوپیلرلیگ | ۱۳۹۶–۱۳۹۷   | ۲۰۱۷–۲۰۱۸   | [ ۲۳ ] |
| ۸    | کاوه رضایی        | کلوب بروژ      | ژوپیلرلیگ | ۱۳۹۷–۱۴۰۰   | ۲۰۱۸–۲۰۲۱   | [ ۲۴ ] |
| ۸    | کاوه رضایی        | شارلوا (قرضی)  | ژوپیلرلیگ | ۱۳۹۸–۱۴۰۰   | ۲۰۱۹–۲۰۲۱   | [ ۲۵ ] |
| ۸    | کاوه رضایی        | اود-هورلی لوون | ژوپیلرلیگ | ۱۴۰۰–۱۴۰۱   | ۲۰۲۱–۲۰۲۲   | [ ۲۶ ] |
| ۹    | رامین رضاییان     | اوستنده        | ژوپیلرلیگ | ۱۳۹۶–۱۳۹۷   | ۲۰۱۷–۲۰۱۸   | [ ۲۷ ] |
| ۱۰   | محمد نادری        | کورتریک        | ژوپیلرلیگ | ۱۳۹۷–۱۳۹۹   | ۲۰۱۸–۲۰۲۰   | [ ۲۸ ] |
| ۱۱   | علی قلی‌زاده       | شارلوا         | ژوپیلرلیگ | ۱۳۹۷–۱۴۰۲   | ۲۰۱۸–۲۰۲۳   | [ ۲۹ ] |
| ۱۲   | امید نورافکن      | شارلوا         | ژوپیلرلیگ | ۱۳۹۷–۱۳۹۹   | ۲۰۱۸–۲۰۲۰   | [ ۳۰ ] |
| ۱۳   | امید ابراهیمی     | اوپن (قرضی)    | ژوپیلرلیگ | ۱۳۹۸–۱۳۹۹   | ۲۰۱۹–۲۰۲۰   | [ ۳۱ ] |
| ۱۴   | سعید عزت‌اللهی     | اوپن (قرضی)    | ژوپیلرلیگ | ۱۳۹۸–۱۳۹۹   | ۲۰۱۹–۲۰۲۰   | [ ۳۲ ] |
| ۱۵   | میلاد محمدی       | خنت            | ژوپیلرلیگ | ۱۳۹۸–۱۴۰۰   | ۲۰۱۹–۲۰۲۱   | [ ۳۳ ] |
| ۱۶   | یونس دلفی         | شارلوا         | ژوپیلرلیگ | ۱۳۹۸–۱۴۰۱   | ۲۰۱۹–۲۰۲۲   | [ ۳۴ ] |
| ۱۷   | علیرضا بیرانوند   | رویال آنتورپ   | ژوپیلرلیگ | ۱۳۹۹–۱۴۰۱   | ۲۰۲۰–۲۰۲۲   | [ ۳۵ ] |
| ۱۸   | امیرحسین حسین‌زاده | شارلوا         | ژوپیلرلیگ | ۱۴۰۱–۱۴۰۲   | ۲۰۲۲–۲۰۲۳   | [ ۳۶ ] |
| ۱۹   | اللهیار صیادمنش   | وسترلو (قرضی)  | ژوپیلرلیگ | ۱۴۰۲–       | ۲۰۲۴–       | [ ۳۷ ] |

### بازیکنان دوتابعیتی
| ردیف | نام              | ملیت            | باشگاه(ها)       | لیگ       | سال‌های حضور | سال‌های حضور | منبع          |
| ردیف | نام              | ملیت            | باشگاه(ها)       | لیگ       | خورشیدی     | میلادی      | منبع          |
| ---- | ---------------- | --------------- | ---------------- | --------- | ----------- | ----------- | ------------- |
| ۱    | دنیس اکرت        | ایرانی–آلمانی   | یونیون سن ژیلواز | ژوپیلرلیگ | ۱۴۰۱–اکنون  | ۲۰۲۲–اکنون  |               |
| ۲    | کاوه ظهیرالاسلام | ایرانی–آمریکایی | استاندارد لیژ    | ژوپیلرلیگ | ۱۴۰۲–اکنون  | ۲۰۲۳–اکنون  | [ ۳۸ ] [ ۳۹ ] |

## فهرست بازیکنان ایرانی در لیگ فوتبال امارات

### شباب الاهلی
- حسن روشن (۱۹۸۲–۱۹۷۸) (۱۹۸۴–۱۹۸۳)

- حسن نظری (۱۹۸۲–۱۹۷۸)

- هاشم حیدری (۱۹۹۹–۱۹۹۸)

- علی کریمی (۲۰۰۵–۲۰۰۱)

- جواد کاظمیان (۲۰۰۳–۲۰۰۲)

- فرهاد مجیدی (۲۰۰۶) (۲۰۰۷)

- میلاد میداوودی (۲۰۰۹–۲۰۰۷)

- مهرزاد معدنچی (۲۰۱۰–۲۰۰۹)

- احمد نوراللهی (۲۰۲۳–۲۰۲۱)

- مهدی قایدی (۲۰۲۲–۲۰۲۱)

- سعید عزت‌اللهی (۲۰۲۴–تاکنون)

- سردار آزمون‌ (۲۰۲۴–تاکنون)

- رضا غندی‌پور (۲۰۲۵–تاکنون)

### الشعب
- حسین فرکی (۱۹۸۱–۱۹۷۹)

- علی سامره (۲۰۰۸–۲۰۰۵)

- جواد کاظمیان (۲۰۰۷–۲۰۰۶)

- مهرزاد معدنچی (۲۰۰۸–۲۰۰۷) (۲۰۱۲–۲۰۱۱)

- میثم بائو (۲۰۰۸–۲۰۰۷)

### النصر
- عبدالرضا برزگری (۱۹۸۲–۱۹۷۹)

- ابراهیم قاسم‌پور (۱۹۸۲–۱۹۸۰)

- خداداد عزیزی (۲۰۰۱)

- کریم باقری (۲۰۰۰)

- فرهاد مجیدی (۲۰۰۷–۲۰۰۶)

- غلام رضا عنایتی (۲۰۰۹–۲۰۰۸)

- مهرزاد معدنچی (۲۰۰۹–۲۰۰۸)

- ایمان مبعلی (۲۰۱۰–۲۰۰۹)

- آرش برهانی (۲۰۰۷–۲۰۰۶)

- ستار همدانی (۲۰۰۱–۲۰۰۰)

- محمد نصرتی (۲۰۰۹–۲۰۰۸) (۲۰۱۰)

- مهدی قایدی (۲۰۲۵–تاکنون)

### الوصل
- فرهاد مجیدی (۲۰۰۶–۲۰۰۰)

- حامد کاویان پور (۲۰۰۳–۲۰۰۲)

- علیرضا واحدی نیکبخت (۲۰۰۵)

- ایمان مبعلی (۲۰۰۹–۲۰۰۸)

- محمدرضا خلعتبری (۲۰۱۲)

- سروش نصرالهی پری (۲۰۲۴)

### الشباب
- علی دایی (۲۰۰۳–۲۰۰۲)

- مهرداد میناوند (۲۰۰۳–۲۰۰۲)

- جواد کاظمیان (۲۰۰۸–۲۰۰۷)

- مهرداد اولادی (۲۰۰۶) (۲۰۰۹–۲۰۰۸)

- ایمان مبعلی (۲۰۰۸–۲۰۰۵)

### الامارات
- غلام‌رضا عنایتی (۲۰۰۸–۲۰۰۶) (۲۰۱۰)

- رسول خطیبی (۲۰۰۸–۲۰۰۷)

- حسین کعبی (۲۰۰۷–۲۰۰۶)

- داریوش یزدانی (۲۰۰۹–۲۰۰۸)

- مازیار زارع (۲۰۱۰–۲۰۰۹)

- مهدی رجب زاده (۲۰۰۷)

- جواد کاظمیان (۲۰۱۰)

- پژمان نوری (۲۰۱۲–۲۰۱۱)

### الظفره
- رسول خطیبی (۲۰۰۹–۲۰۰۸)

- مهدی رجب زاده (۲۰۰۹–۲۰۰۸)

- سیاوش اکبرپور (۲۰۰۸–۲۰۰۷)

### شارجه
- رسول خطیبی (۲۰۰۷–۲۰۰۶)

- ایمان مبعلی (۲۰۱۲–۲۰۱۱)

- مازیار زارع (۲۰۱۰)

- جواد نکونام (۲۰۰۶)

- مسعود شجاعی (۲۰۰۸–۲۰۰۶)

### العین
- فرهاد مجیدی (۲۰۰۳)

### عجمان
- علی سامره (۲۰۰۹–۲۰۰۸)

- جواد کاظمیان (۲۰۱۰–۲۰۰۸)

- محمدرضا خلعتبری (۲۰۱۳)

### بنی یاس
- لفته حمیدی (۲۰۰۹)

### الوحده
- جواد نکونام (۲۰۰۶–۲۰۰۵)

- احمد نوراللهی (۲۰۲۵–۲۰۲۳)

- محمد قربانی (تاکنون–۲۰۲۵)

- مبین دهقان (تاکنون–۲۰۲۵)

### حتا
- پایان رافت (۲۰۰۳–۲۰۰۱)

- محمد صبور (۲۰۱۳–۲۰۱۱)

- کارن صبور (۲۰۱۷–۲۰۱۵)

### الاتحاد کلبا
- فرهاد مجیدی سرمربی (۲۰۲۴–۲۰۲۲)

- مهدی قایدی (۲۰۲۵–۲۰۲۳)

- شهریار مغانلو (تاکنون–۲۰۲۴)

- سامان قدوس (تاکنون–۲۰۲۴)

- احمد نوراللهی (تاکنون–۲۰۲۵)

- امیرحسین سام‌دلیری (تاکنون–۲۰۲۵)

- محمدمهدی محبی (تاکنون–۲۰۲۵)

### العروبه
- محمدرضا آزادی (۲۰۲۵–۲۰۲۴)

## فهرست بازیکنان ایرانی در لیگ فوتبال قطر

### القطر
- عبدالرضا برزگری (۱۳۷۰-۱۳۶۰)

- ناصر محمدخانی (۱۳۶۸–۱۳۶۵)

- حمید درخشان (۱۳۷۰–۱۳۶۶)

- نادر محمدخانی (۱۳۷۸)

- علی کریمی (۱۳۸۶)

- محمد پیرخوشحال (۱۳۸۸)

- هادی عقیلی (۱۳۹۱)

- محمد طیبی (۱۳۹۶)

- سجاد شهباززاده (۱۳۹۶)

- علی کریمی (۱۴۰۰–۱۳۹۹)

### العربی
- ابراهیم قاسم‌پور (۱۳۶۱) و (۱۳۶۹) در دو مقطع

- شاهرخ بیانی (۱۳۶۵)

- جعفر مختاری فر (۱۳۶۶)

- شاهین بیانی (۱۳۶۶)

- عبدالعلی چنگیز (۱۳۶۷)

- کریم باوی (۱۳۶۸)

- مجتبی محرمی (۱۳۷۶)

- خداداد عزیزی (۱۳۸۰)

- هادی شکوری (۱۳۸۵)

- هادی عقیلی (۱۳۹۰)

- اشکان دژاگه (۱۳۹۳)

- جواد نکونام (۱۳۹۴)

- مرتضی پورعلی‌گنجی (۱۳۹۷)

- مهرداد محمدی (۱۴۰۱–۱۳۹۹)

- مهدی ترابی (۱۴۰۰–۱۳۹۹)

- فرشید اسماعیلی (۱۴۰۱–۱۴۰۰)

### الریان
- ابراهیم قاسم‌پور (۱۳۶۷–۱۳۶۴)

- شجاع خلیل‌زاده (۱۴۰۱–۱۳۹۹)

### الاهلی
- عبدالعلی چنگیز (۱۳۶۵)

- فرشاد پیوس (۱۳۶۷)

- رحمان رضایی (۱۳۸۸)

- فریدون زندی (۱۳۹۱)

- مجتبی جباری (۱۳۹۲)

- سید جلال حسینی (۱۳۹۳)

- پژمان منتظری (۱۳۹۴)

- محمدرضا خانزاده (۱۳۹۷)

- امید ابراهیمی (۱۴۰۰–۱۳۹۷)

- محمدحسین کنعانی‌زادگان (۱۴۰۲–۱۴۰۰)

- شجاع خلیل‌زاده (۱۴۰۲–۱۴۰۱)

### الدحیل
- رامین رضاییان (۱۴۰۰–۱۳۹۹)

- علی کریمی

- سروش نصرالهی پری (۱۳۹۴-۱۳۹۵)

### الغرافه
- محمد پنجعلی (۱۳۶۶)

- حمید فرزام نیا (۱۳۶۶)

- سیروس قایقران (۱۳۶۸)

- مرتضی کرمانی‌مقدم (۱۳۷۴–۱۳۷۰)

- محسن عاشوری (۱۳۷۱)

- حسن شیرمحمدی (۱۳۷۱)

- محمد پیرخوشحال (۱۳۸۹)

- محمدرضا خلعتبری (۱۳۹۰)

- فرهاد مجیدی (۱۳۹۰)

- مسعود شجاعی (۱۳۹۴)

- مهدی طارمی (۱۳۹۷)

- سعید عزت‌اللهی (۱۴۰۰)

### السد
- امیر قلعه‌نویی (۱۹۸۹–۱۹۸۷)

- ابراهیم قاسم‌پور (۱۹۹۰–۱۹۸۸)

- مجید نامجو مطلق (۱۹۹۰)

- حمید درخشان (۱۹۹۲–۱۹۹۱)

- علی دایی (۱۹۹۷–۱۹۹۶)

- افشین پیروانی (۱۹۹۶)

- کریم باقری (۲۰۰۲–۲۰۰۱)

- حسین کعبی (۲۰۰۵–۲۰۰۴)

- مرتضی پورعلی‌گنجی (۲۰۱۸–۲۰۱۶)

- محمدامین حزباوی (۲۰۲۴–۲۰۲۳)

### الوکره
- بیژن طاهری (۱۹۹۱–۱۹۹۰)

- پژمان خوبیاری (۲۰۱۴–۲۰۱۱)

- رضا قوچان نژاد (۲۰۱۵)

- امید ابراهیمی (۲۰۲۳–۲۰۲۱)

### الشمال
- شاهین بیانی (۱۹۸۹–۱۹۸۸)

- علی جوکار (۲۰۱۴–۲۰۱۳)

- میثم مجیدی (۲۰۱۸–۲۰۱۷)

- امید ابراهیمی (۲۰۲۳–تاکنون)

### السیلیه
- علی کریمی (۲۰۰۹–۲۰۰۸)

- کریم انصاری‌فرد (۲۰۲۰–۲۰۱۹)

- رامین رضائیان (۲۰۲۱–۲۰۲۰)

- مهرداد محمدی (۲۰۲۳–۲۰۲۲)

### ام صلال
- پژمان خوبیاری (۲۰۱۱–۲۰۰۸) (۲۰۱۹–۲۰۱۷)

- علی جوکار (۲۰۱۳–۲۰۱۰)

- پژمان منتظری (۲۰۱۵–۲۰۱۴)

- آندرانیک تیموریان (۲۰۱۶–۲۰۱۵)

- روزبه چشمی (۲۰۲۱–۲۰۲۰)

### الخریطیات
- آندرانیک تیموریان (۲۰۱۳–۲۰۱۲)

- مهرداد پولادی (۲۰۲۰–۲۰۱۹)

- پژمان منتظری (۲۰۲۳–۲۰۱۹)

### الشحانیه
- مهرداد پولادی (۲۰۱۷–۲۰۱۴)

- مسعود شجاعی (۲۰۱۵–۲۰۱۴)

- علی جوکار (۲۰۱۸–۲۰۱۴)

- رحیم زهیوی (۲۰۱۷)

- رامین رضاییان (۲۰۲۰–۲۰۱۸)

- اشکان دژآگه (۲۰۲۲–۲۰۲۱)

- امیر روستایی (۲۰۲۳–۲۰۲۲)

### الخور
- پژمان خوبیاری (۲۰۱۷–۲۰۱۶)

- سروش رفیعی (۲۰۱۸–۲۰۱۷)

### المسیمیر
- محمد نوری (۲۰۱۶–۲۰۱۵)

### المعیذر
- مهرداد پولادی (۲۰۲۱–۲۰۲۰)

- مسلم مجدمی (۲۰۲۱–۲۰۲۰)

## فهرست بازیکنان ایرانی در لیگ فوتبال کویت
| ردیف | نام            | باشگاه(ها)    | سال‌های حضور | سال‌های حضور | منبع          |
| ردیف | نام            | باشگاه(ها)    | خورشیدی     | میلادی      | منبع          |
| ---- | -------------- | ------------- | ----------- | ----------- | ------------- |
| ۱    | مهدی عسگرخانی  | السالمیه      | ۱۳۵۲−۱۳۵۴   | ۱۹۷۳−۱۹۷۵   | [ ۴۰ ]        |
| ۲    | حسین خطیبی     | النصر         |             |             | [ ۴۱ ]        |
| ۳    | ابراهیم تهامی  | الساحل        |             |             | [ ۴۲ ] [ ۱۹ ] |
| ۴    | شهرام عطارزاده | الساحل        |             |             | [ ۴۲ ] [ ۱۹ ] |
| ۵    | اکبر یوسفی     |               |             |             | [ ۱۹ ]        |
| ۶    | حمید استیلی    | القادسیه      |             |             | [ ۱۹ ]        |
| ۷    | صمد مرفاوی     | الکویت        |             |             | [ ۴۳ ] [ ۱۹ ] |
| ۸    | جواد نکونام    | الکویت        | ۱۳۹۲        | ۲۰۱۴        | [ ۴۳ ]        |
| ۹    | رضا قوچان‌نژاد  | الکویت (قرضی) | ۱۳۹۳        | ۲۰۱۵–۲۰۱۴   | [ ۴۳ ]        |

## فهرست بازیکنان ایرانی در لیگ فوتبال ترکیه
| ردیف | نام               | باشگاه(ها)           | لیگ      | سال‌های حضور | سال‌های حضور | منبع                        |
| ردیف | نام               | باشگاه(ها)           | لیگ      | خورشیدی     | میلادی      | منبع                        |
| ---- | ----------------- | -------------------- | -------- | ----------- | ----------- | --------------------------- |
| ۱    | ناصر صادقی        | گالاتاسرای           | سوپر لیگ | ۱۳۶۴–۱۳۶۶   | ۱۹۸۶–۱۹۸۸   | [ ۴۴ ]                      |
| ۱    | ناصر صادقی        | قونیه‌اسپور (قرضی)    | سوپر لیگ | ۱۳۶۶        | ۱۹۸۸        | [ ۴۴ ]                      |
| ۲    | محمد خاکپور       | وان‌اسپور             | سوپر لیگ | ۱۳۷۵–۱۳۷۶   | ۱۹۹۶–۱۹۹۷   | [ ۴۴ ]                      |
| ۳    | رضا شاهرودی       | آلتای اسپور          | سوپر لیگ | ۱۳۷۶–۱۳۷۷   | ۱۹۹۷–۱۹۹۸   | [ ۴۴ ]                      |
| ۴    | سهراب بختیاری‌زاده | ارزروم‌اسپور          | سوپر لیگ | ۱۳۷۹–۱۳۸۰   | ۲۰۰۰–۲۰۰۱   | [ ۴۴ ]                      |
| ۵    | حامد کاویانپور    | قیصریه‌اسپور          | سوپر لیگ | ۱۳۸۵        | ۲۰۰۶        | [ ۴۴ ]                      |
| ۶    | سجاد شهباززاده    | آلانیا اسپور         | سوپر لیگ | ۱۳۹۵–۱۳۹۶   | ۲۰۱۶–۲۰۱۷   | [ ۴۵ ] [ ۴۶ ] [ ۴۷ ]        |
| ۷    | پیام صادقیان      | عثمانلی‌اسپور         | سوپر لیگ | ۱۳۹۶–۱۳۹۸   | ۲۰۱۷–۲۰۱۹   | [ ۴۸ ] [ ۴۹ ] [ ۵۰ ] [ ۵۱ ] |
| ۸    | مجید حسینی        | ترابزون‌اسپور         | سوپر لیگ | ۱۳۹۷–۱۴۰۰   | ۲۰۱۸–۲۰۲۱   | [ ۵۲ ]                      |
| ۸    | مجید حسینی        | قیصریه‌اسپور          | سوپر لیگ | ۱۴۰۰–اکنون  | ۲۰۲۱–اکنون  | [ ۵۳ ]                      |
| ۹    | وحید امیری        | ترابزون‌اسپور         | سوپر لیگ | ۱۳۹۷–۱۳۹۸   | ۲۰۱۸–۲۰۱۹   | [ ۵۴ ]                      |
| ۱۰   | اللهیار صیادمنش   | فنرباغچه             | سوپر لیگ | ۱۳۹۸–۱۴۰۱   | ۲۰۱۹–۲۰۲۲   | [ ۵۵ ]                      |
| ۱۰   | اللهیار صیادمنش   | استانبول‌اسپور (قرضی) | سوپر لیگ | ۱۳۹۸        | ۲۰۱۹        | [ ۵۶ ]                      |
| ۱۱   | علی کریمی         | قیصریه‌اسپور          | سوپر لیگ | ۱۴۰۰–اکنون  | ۲۰۲۱–اکنون  | [ ۵۷ ]                      |
| ۱۲   | محمد نادری        | آلتای اسپور          | سوپر لیگ | ۱۴۰۰–۱۴۰۱   | ۲۰۲۱–۲۰۲۲   | [ ۵۸ ]                      |
| ۱۲   | محمد نادری        | آلتای اسپور          | لیگ یک   | ۱۴۰۱–۱۴۰۲   | ۲۰۲۲–۲۰۲۳   | [ ۵۸ ]                      |
| ۱۳   | میلاد محمدی       | آدانا دمیرسپور       | سوپر لیگ | ۱۴۰۲–۱۴۰۳   | ۲۰۲۴        | [ ۵۹ ]                      |

## فهرست بازیکنان ایرانی در لیگ فوتبال پرتغال
| ردیف | نام                   | باشگاه(ها)     | لیگ      | سال‌های حضور | سال‌های حضور | منبع   |
| ردیف | نام                   | باشگاه(ها)     | لیگ      | خورشیدی     | میلادی      | منبع   |
| ---- | --------------------- | -------------- | -------- | ----------- | ----------- | ------ |
| ۱    | افشین اسماعیل‌زاده     | بیرامار (قرضی) | لیگا ۲   | ۱۳۹۲–۱۳۹۳   | ۲۰۱۳–۲۰۱۴   |        |
| ۲    | محمدحسین کنعانی‌زادگان | بیرامار (قرضی) | لیگا ۲   | ۱۳۹۲–۱۳۹۳   | ۲۰۱۳–۲۰۱۴   |        |
| ۳    | علیرضا حقیقی          | کوویلیا (قرضی) | لیگا ۲   | ۱۳۹۲        | ۲۰۱۴        | [ ۶۰ ] |
| ۳    | علیرضا حقیقی          | پنافیل (قرضی)  | لیگ برتر | ۱۳۹۳–۱۳۹۴   | ۲۰۱۴–۲۰۱۵   | [ ۶۱ ] |
| ۳    | علیرضا حقیقی          | ماریتیمو       | لیگ برتر | ۱۳۹۴–۱۳۹۵   | ۲۰۱۵–۲۰۱۶   | [ ۶۲ ] |
| ۴    | رضا کرملاچعب          | مافرا          | لیگا ۲   | ۱۳۹۴        | ۲۰۱۶        | [ ۶۳ ] |
| ۵    | امیر عابدزاده         | باریرنسه       | لیگا ۳   | ۱۳۹۵–۱۳۹۶   | ۲۰۱۶–۲۰۱۷   |        |
| ۵    | امیر عابدزاده         | ماریتیمو       | لیگ برتر | ۱۳۹۶–۱۴۰۰   | ۲۰۱۷–۲۰۲۱   |        |
| ۵    | امیر عابدزاده         | ماریتیمو       | لیگا ۲   | ۱۴۰۲–۱۴۰۳   | ۲۰۲۳–۲۰۲۴   |        |
| ۶    | مهدی طارمی            | ریو آوه        | لیگ برتر | ۱۳۹۸–۱۳۹۹   | ۲۰۱۹–۲۰۲۰   | [ ۶۴ ] |
| ۶    | مهدی طارمی            | پورتو          | لیگ برتر | ۱۳۹۹–۱۴۰۳   | ۲۰۲۰–۲۰۲۴   | [ ۶۵ ] |
| ۷    | مهرداد محمدی          | آوش            | لیگ برتر | ۱۳۹۸–۱۳۹۹   | ۲۰۱۹–۲۰۲۰   | [ ۶۶ ] |
| ۸    | علی علیپور            | ماریتیمو       | لیگ برتر | ۱۳۹۹–۱۴۰۱   | ۲۰۲۰–۲۰۲۲   | [ ۶۷ ] |
| ۸    | علی علیپور            | ژیل ویسنته     | لیگ برتر | ۱۴۰۱–۱۴۰۳   | ۲۰۲۲–۲۰۲۴   | [ ۶۸ ] |
| ۹    | شهریار مغانلو         | سانتا کلارا    | لیگ برتر | ۱۳۹۹–۱۴۰۰   | ۲۰۲۰–۲۰۲۱   | [ ۶۹ ] |
| ۱۰   | جعفر سلمانی           | پورتیموننزه    | لیگ برتر | ۱۳۹۹–۱۴۰۰   | ۲۰۲۰–۲۰۲۱   | [ ۷۰ ] |
| ۱۱   | علیرضا بیرانوند       | بوآویشتا       | لیگ برتر | ۱۴۰۰–۱۴۰۱   | ۲۰۲۱–۲۰۲۲   | [ ۷۱ ] |
| ۱۲   | پیام نیازمند          | پورتیموننزه    | لیگ برتر | ۱۴۰۰–۱۴۰۲   | ۲۰۲۱–۲۰۲۳   | [ ۷۲ ] |
| ۱۳   | محمد محبی             | سانتا کلارا    | لیگ برتر | ۱۴۰۰–۱۴۰۲   | ۲۰۲۱–۲۰۲۳   | [ ۷۳ ] |